# Heinrich Gley
Heinrich Gley, född 16 februari 1901 i Mecklenburg, död 7 oktober 1985, var en tysk SS-Oberscharführer.

## Biografi
Gley deltog i Tredje rikets så kallade eutanasiprogram Aktion T4, stationerad på eutanasianstalterna i Grafeneck och Sonnenstein. I augusti 1942 kom han till förintelselägret Bełżec, som var ett av tre läger inom Operation Reinhard. Han hade där till uppgift att övervaka avrättningarna i gaskamrarna.
År 1963 ställdes Gley inför rätta vid Bełżecrättegången, men han frikändes.